# جون روجرز
جون روجرز (بالإنجليزية: John Rogers) (16 سبتمبر 1950 بليفربول في المملكة المتحدة - ) هو مدرب كرة قدم ولاعب كرة قدم بريطاني في مركز الهجوم. شارك مع منتخب إنجلترا لكرة القدم C ‏. أما مع النوادي، فقد لعب مع بورت فايل وويغان أتلتيك وبورتلاند تيمبرز ونادي بارو ونادي ألترينتشام ونادي رانكورن هالتون.